# Rameh
Rameh (en arabe : الرامة ; en hébreu : רָמָה ; alternativement orthographié ar-Rame ou ar-Rama) est une ville arabe du district nord d'Israël. Située à l'est de Nahf et Karmiel, elle comptait en 2021 une population de 7 789 habitants. Plus de la moitié des habitants sont chrétiens, pour la plupart grecs orthodoxes et grecs catholiques, plus d'un tiers sont druzes et le reste sont musulmans.
Un conseil de village a été créé pour Rameh sous les Britanniques en 1922, le premier en Palestine mandataire. Les habitants chrétiens et musulmans de Rameh ont été temporairement expulsés après sa capture par les forces israéliennes lors de la guerre israélo-arabe de 1948, mais ils sont retournés dans le village, qui est également devenu le foyer de nombreux Palestiniens déplacés internes des villages voisins. Un conseil de village a été créé en 1954 par le gouvernement israélien pour superviser les affaires du village ; à partir de 1959, les membres du conseil sont élus. Depuis les années 1960, les habitants de Rameh se distinguent par leur niveau d'éducation et leur niveau de vie élevés. Le village abritait le célèbre poète Samih al-Qasim, l'archevêque grec orthodoxe Atallah Hanna et l'artiste Mira Awad.
Le village est bien connu pour sa cuisine diversifiée, qui attire de nombreux visiteurs de tout le pays. Il est entouré de vastes oliveraies qui produisent une huile d'olive de haute qualité,.

## Emplacement
Le village est situé sur un site ancien, au sommet d'une colline au bord de la vallée de Beit HaKerem.

## Histoire
Edward Robinson identifie Rameh avec l'ancienne Ramah d'Aser (« Joshua  19:29 »), citant comme preuve son emplacement et les anciens sarcophages découverts sur une colline à l'extérieur du village.

### Antiquité tardive
Rameh présente les ruines de plusieurs structures datant des périodes romaine tardive et byzantine. À l'est se trouvent des vestiges de thermes romains, datant du IIe   au   IVe siècle, et de pressoirs à huile de la même époque. Au sud et au sud-est du village, des restes de fondations de bâtiments ont été découverts, notamment une inscription araméenne sur un linteau, qui indique une synagogue du IIIe   au   IVe siècle. Au nord-est des thermes romains se trouvent les vestiges d'une grande basilique. Elle a été fouillée en 1972 et a permis de découvrir de très grandes bases de colonnes, ainsi que des mosaïques polychromes représentant la faune et la flore,.
De nombreux restes de récipients en poterie datés de la période romaine tardive (IVe – Ve siècles de notre ère) ont également été découverts, ainsi que des vestiges de bâtiments de la période byzantine.

### Période ottomane
En 1517, Rameh fut, avec le reste de la Palestine, incorporé à l'Empire ottoman après sa capture aux Mamelouks, et en 1596, c'était un village sous l'administration de la nahiya (« sous-district ») d'Akka (Acre), qui faisait partie de Safad Sanjak, avec une population de 96 ménages, tous musulmans. Elle payait des impôts sur la filature de la soie (dulab harir), les chèvres, les ruches et un pressoir utilisé pour la transformation des olives ou du raisin, en plus de payer une somme fixe ou forfaitaire ; un total de 21986 actifs. La moitié des revenus était reversée à un waqf (fondation religieuse),.
Une carte de Pierre Jacotin sur l'invasion de Napoléon en 1799 montre l'endroit, nommé "Ramah". Rameh est entièrement détruite lors du tremblement de terre de Galilée en 1837, tuant 180 de ses habitants. L'année suivante, Rameh fut noté comme village chrétien et druze du district de Shaghur, situé entre Safed, Acre et Tibériade,. Victor Guérin visita le village en 1875 et y trouva 800 habitants, moitié chrétiens et moitié druzes.
En 1881, l'Enquête sur la Palestine occidentale (en) (Survey of Western Palestine, SWP) du PEF le décrivait comme « un village construit en pierre, avec de bons matériaux, contenant une chapelle grecque et environ 600 chrétiens et 500 druzes ; il est situé dans des plaines, avec de grandes oliveraies ; bosquets, jardins et vignes ; cinq sources pérennes près du village et plusieurs citernes dans celui-ci. ». Une liste de la population datant d'environ 1887 montrait que Rameh comptait environ 1 125 habitants, répartis en 575 musulmans, 425 druzes et 125 grecs-catholiques.

### Période obligatoire britannique
Sous l'administration mandataire britannique en Palestine, un conseil municipal fut créé pour Rameh le 15 octobre 1922. Lors du recensement de la Palestine de 1922, Rameh avait une population totale de 847 habitants répartis en 624 chrétiens, 195 druzes et 28 musulmans et, parmi les chrétiens, 474 étaient grecs orthodoxes, 47 catholiques romains, 102 grecs catholiques (melkites) et un maronite. La population a augmenté lors du recensement de 1931 pour atteindre 1 142 habitants vivant dans 254 maisons. La répartition religieuse de la population était de 746 chrétiens, 326 druzes et 70 musulmans.
Dans les statistiques de 1945, Rameh comptait 1 690 habitants soit 1 160 chrétiens, 440 « autres » (Druzes) et 90 musulmans avec 24 516 dounams de terres, selon une enquête officielle sur les terres et la population. Sur ce total, 8 310 dounams étaient des plantations et des terres irrigables, 3 078 étaient utilisés pour les céréales, tandis que 56 dounams étaient des terres bâties.

### État d'Israël
Rameh a été capturée sans résistance le 30 octobre 1948 par les forces israéliennes de la brigade Golani à la suite de l'opération Hiram. Une autre unité israélienne est entrée dans le village le lendemain et a expulsé 1 000 de ses habitants musulmans et chrétiens sous la menace de mort, bien que les Druzes aient été autorisés à rester. L'historien Benny Morris suppose que l'ordre d'expulsion a pu être motivé par la pression druze locale pour expulser les chrétiens de Rameh ou par une réponse punitive au soutien public de l'un des principaux notables chrétiens de Rameh, le père Yakub al-Hanna, à Fawzi al-Qawuqji, le chef de l'Armée de libération arabe (ALA), l'une des principales forces arabes en Galilée pendant la guerre israélo-arabe de 1948. L'unité israélienne a quitté le village le 5 novembre et les habitants expulsés de Rameh sont retournés au village après avoir campé dans les oueds (lits de rivières asséchés) et les grottes environnants. Leur retour a probablement été rendu possible grâce à l'intervention de l'officier israélien Ben Dunkelman de la 7e Brigade, qui a protesté contre l'ordre d'expulsion. De nombreux chrétiens expulsés du village capturé d'Iqrit se sont installés à Rameh.
En 1954, un conseil local fut nommé pour administrer les affaires locales de Rameh. Les membres des 13 conseils ont été élus pour la première fois en 1959. En 1989, Fathinah Hana a été élue chef du conseil local de Rameh, l'une des trois femmes arabes élues à la tête des conseils municipaux ou locaux en Israël, les deux autres étant Samiyah Hakhim à Nazareth et Nahidah Shehadeh à Kafr Yasif ; avant eux, une seule femme arabe en Israël avait été élue à ce poste, Violet Khoury de Kafr Yasif en 1979-1988. Rameh abrite les Abu Latifs, une famille criminelle druze qui opère principalement dans le nord et l'une des trois principales organisations criminelles arabes en Israël.

## Personnalités liées à Rameh
- Mira Awad (née en 1975), chanteuse, actrice et compositrice, née à Rameh ;
- Angelina Fares (en) (née en 1989), gymnaste, candidate au concours de beauté Miss Israël 2007 et sujet du film documentaire « Lady Kul El-Arab », née à Rameh ;
- Basel Ghattas (né en 1956), homme politique, parti Balad, membre de la Knesset (2013-2015), fondateur d'une entreprise à Rameh ;
- Jacob Hanna (en), biologiste à l'Institut Weizmann des Sciences qui fabrique les premiers embryons synthétiques, né à Rameh ;
- Archevêque Theodosios (Hanna) de Sebastia (né en 1965), ecclésiastique, patriarcat grec orthodoxe de Jérusalem, née à Rameh ;
- Reem Kassis (en), écrivain culinaire palestinienne dont le père était originaire de Rameh[30] ;
- Hanna Mwais (en) (1913-1981), femme politique, membre de la Knesset pour Hadash (1977-1981) ;
- Elias Nakhleh (en) (1913-1990), homme politique, membre de la Knesset (1959-1974), né à Rameh ;
- Samih al-Qasim (1939-2014), poète d'origine druze palestinienne, mort à Rameh.

## Voir également
- Localités arabes en Israël